# Championnat de Thaïlande de football 2000
Navigation
Saison précédente Saison suivante
La saison 2000 du Championnat de Thaïlande de football est la 5e édition du championnat de première division en Thaïlande. Les douze meilleurs clubs du pays sont regroupés au sein d'une poule unique, la Thai Premier League, où ils s'affrontent deux fois au cours de la saison, à domicile et à l'extérieur. En fin de saison, le dernier du classement est relégué tandis que l'avant-dernier dispute un barrage de promotion-relégation face au 2e de deuxième division.
C'est le club de BEC Tero Sasana qui remporte le championnat après avoir terminé en tête du classement, avec huit points d'avance sur le tenant du titre, Royal Thai Air Force FC. C'est le tout premier titre de champion de Thaïlande de l'histoire du club, qui réussit également le doublé en s'imposant en finale de la Coupe de Thaïlande.
Le club de Thai Farmers Bank complète le podium, avec douze points de retard sur Tero Sasana, mais doit abandonner le championnat à l'issue de la saison pour raisons financières. Ce désistement profite à l'ancien champion, Sinthana FC, qui est assuré de garder sa place parmi l'élite sans avoir à jouer de barrage de promotion-relégation, et également à TOT FC, dernier du championnat, qui aurait dû être relégué mais qui a pu sauver sa place en s'imposant largement face au vice-champion de deuxième division.
Le vainqueur du championnat obtient son billet pour la prochaine Ligue des champions de l'AFC tandis que le vainqueur de la Coupe de Thaïlande accède à la Coupe des Coupes.

## Les 12 clubs participants
| - Bangkok Bank FC - Port Authority of Thailand FC - Royal Thai Police FC - Promu de D2 - Royal Thai Air Force FC - Osotsapa M-150 - Royal Thai Navy FC - Promu de D2 | - Krung Thai Bank - BEC Tero Sasana - Sinthana FC - Bangkok Metro - Thai Farmers Bank - TOT FC |

## Compétition

### Classement
Le barème utilisé pour établir le classement est le suivant :
- Victoire : 3 points
- Match nul : 1 point
- Défaite : 0 point

| Rang | Équipe                      | Pts | J  | G  | N  | P  | Bp | Bc | Diff |
| ---- | --------------------------- | --- | -- | -- | -- | -- | -- | -- | ---- |
| 1    | BEC Tero Sasana (C)         | 49  | 22 | 14 | 7  | 1  | 48 | 14 | +34  |
| 2    | Royal Thai Air Force FC (T) | 41  | 22 | 12 | 5  | 5  | 34 | 19 | +15  |
| 3    | Thai Farmers Bank abandon   | 37  | 22 | 10 | 7  | 5  | 33 | 25 | +8   |
| 4    | Bangkok Metro               | 35  | 22 | 9  | 8  | 5  | 39 | 29 | +10  |
| 5    | Port Authority of Thailand  | 30  | 22 | 8  | 6  | 8  | 18 | 21 | -3   |
| 6    | Royal Thai Navy FC (P)      | 26  | 22 | 5  | 11 | 6  | 21 | 22 | -1   |
| 7    | Royal Thai Police FC (P)    | 26  | 22 | 6  | 8  | 8  | 25 | 27 | -2   |
| 8    | Osotsapa M-150              | 26  | 22 | 6  | 8  | 8  | 15 | 20 | -5   |
| 9    | Bangkok Bank FC             | 25  | 22 | 6  | 7  | 9  | 14 | 23 | -9   |
| 10   | Krung Thai Bank             | 21  | 22 | 6  | 3  | 13 | 21 | 40 | -19  |
| 11   | Sinthana FC                 | 20  | 22 | 4  | 8  | 10 | 20 | 32 | -12  |
| 12   | TOT FC                      | 20  | 22 | 6  | 2  | 14 | 26 | 42 | -16  |

|  | Qualification pour la Ligue des champions 2001-2002                              |
|  | Qualification pour la Coupe des Coupes 2001-2002                                 |
|  | Participation au barrage de promotion-relégation                                 |
|  | Relégation administrative (banqueroute)                                          |
|  | (T) : Tenant du titre (C) : Vainqueur de la Coupe de Thaïlande (P) : Promu de D2 |

### Barrage de promotion-relégation
| Équipe 1    | Résultat | Équipe 2                          |
| ----------- | -------- | --------------------------------- |
| TOT FC (D1) | 4 - 0    | Bangkok Christian College FC (D2) |

## Bilan de la saison
| Championnat de Thaïlande de football 2000-2001 |                             |
| Champion                                       | BEC Tero Sasana (1er titre) |
| Coupes et trophées                             |                             |
| Vainqueur de la Coupe de Thaïlande 2000-2001   | BEC Tero Sasana             |
| Qualifications continentales                   |                             |
| Ligue des champions 2001-2002                  | BEC Tero Sasana             |
| Coupe des Coupes 2001-2002                     | Royal Thai Air Force FC     |
| Promotions et relégations                      |                             |
| Promus en Thailand Soccer League               | Thailand Tobacco Monopoly   |
| Relégués en Thai Division 1 League             | Thai Farmers Bank           |